# نونوایچی، ایشکاوا
نونوایچی، ایشکاوا (به لاتین: Nonoichi, Ishikawa) یک منطقهٔ مسکونی در ژاپن است که در استان ایشیکاوا واقع شده‌است. نونوایچی  ۵۱٬۹۷۶ نفر جمعیت دارد.